# Helmut Bross (Rennfahrer)
Helmut Bross (* 5. Mai 1939 in Herrenberg; † 18. Januar 2015) war ein deutscher Rennfahrer und Unternehmer.

## Leben und Karriere
Helmut Bross, gelernter Industriekaufmann, begann seine Rennsportkarriere bereits in seiner Jugendzeit als Fahrer von Seifenkistenrennen.

### Formel Vau
Ab 1966 fuhr er Formel-V-Rennwagen der Marke Fuchs. Nach seinem ersten Erfolg in der Saison, die er mit einem vierten Platz beendete, erwarb er mit Hilfe seines Vaters einen Kaimann Formel-V-1300, mit dem er in Paris auf dem Autodrome de Linas-Montlhéry direkt auf den ersten Platz fuhr. In Folge gewann er in den Jahren 1968 bis 1970 dreimal die Deutsche Meisterschaft in der Formel V und 1972 die Deutsche Meisterschaft in der 1,6-Liter-Super-Vau auf „Komet“. In dieser Zeit fuhr Bross in seiner Klasse gegen Rennlegenden wie unter anderem Keke Rosberg, Helmut Marko, Harald Ertl und Arie Luyendyk.

### Sportwagenrennen
Beim 1000-km-Rennen auf dem Nürburgring 1974 fuhr Bross zusammen mit Freddy Kottulinsky einen Lola T290 in der Klasse für Sportwagen bis 2-Liter-Hubraum, schied jedoch in der fünften Runde nach technischem Defekt aus; der Wertungslauf zählte zur Sportwagen-Weltmeisterschaft 1974. Seinen größten Erfolg bei einem Rennen zur Sportwagen-Weltmeisterschaft erzielte er 1976, als er wieder am Nürburgring mit Partner Eberhard Sindel auf einem Porsche 934 Sechster in der Gesamtwertung wurde.
Über viele Jahre hinweg startete Bross als Privatfahrer in der Interserie, in der er 1977 Gesamtsieger in der Prototypenklasse auf Lola T294-BMW wurde.  1999 beendete er seine aktive Laufbahn.
Lange war Helmut Bross jedoch noch regelmäßig in historischen Rennserien aktiv. Im Alter von 72 Jahren fuhr er im Juni 2011 mit seinem  privaten Lucchini-Rennwagen, Baujahr 1986, einem Prototyp der Klasse C, beim ADAC-Rennen um das „Stuttgarter Rössle“ unter 70 Teilnehmern auf den zweiten Platz.
Zusammen mit seinen beiden Söhnen war Helmut Bross als Teamchef bei den Klassikrennserien aktiv. Das Helmut-Bross-Team besitzt neben dem Lucchini Gruppe C auch einen Royale RP Formel-Ford, den Rory Byrne konstruierte.

## Statistik

### Einzelergebnisse in der Sportwagen-Weltmeisterschaft
| Saison | Team                               | Rennwagen             | 1   | 2   | 3   | 4   | 5   | 6   | 7   | 8   | 9   | 10  | 11  | 12  | 13  | 14  | 15  |
| ------ | ---------------------------------- | --------------------- | --- | --- | --- | --- | --- | --- | --- | --- | --- | --- | --- | --- | --- | --- | --- |
| 1974   | Berga Batterien                    | Lola T290             | MON | SPA | NÜR | IMO | LEM | ZEL | WAT | LEC | BRH | KYA |     |     |     |     |     |
| 1974   | Berga Batterien                    | Lola T290             | DNF |     |     |     |     |     |     |     |     |     |     |     |     |     |     |
| 1976   | Helmut Bross Valvoline Deutschland | Lola T294 Porsche 934 | MUG | VAL | NÜR | MON | SIL | IMO | NÜR | ZEL | PER | WAT | MOS | DIJ | DIJ | SAL |     |
| 1976   | Helmut Bross Valvoline Deutschland | Lola T294 Porsche 934 |     |     | 3   |     |     |     | 6   |     |     |     |     |     |     |     |     |
| 1981   | Druckindustrie                     | Toj SC205             | DAY | SEB | MUG | MON | RIV | SIL | NÜR | LEM | PER | DAY | WAT | SPA | MOS | ROA | BRH |
| 1981   | Druckindustrie                     | Toj SC205             |     |     |     | DNF |     |     |     |     |     |     |     |     |     |     |     |